# 682 v. Chr.
Portal Geschichte | Portal Biografien | Aktuelle Ereignisse | Jahreskalender | Tagesartikel

◄ |
8. Jahrhundert v. Chr. |
7. Jahrhundert v. Chr. |
6. Jahrhundert v. Chr. |
►

◄ | 700er v. Chr. | 690er v. Chr. | 680er v. Chr. | 670er v. Chr. |
660er v. Chr. |
►

◄◄ | ◄ | 685 v. Chr. | 684 v. Chr. | 683 v. Chr. | 682 v. Chr. |
681 v. Chr. |
680 v. Chr. |
679 v. Chr. |
► |
►►

## Ereignisse

### Politik und Weltgeschehen
- In Athen wird die Amtszeit des Archonten auf ein Jahr herabgesetzt.

### Wissenschaft und Technik
- 23. Regierungsjahr des assyrischen Königs Sîn-aḫḫe-eriba (682–681 v. Chr.): Im babylonischen Kalender fiel das babylonische Neujahr des 1. Nisannu auf den 18.–19. März[1], der Vollmond im Nisannu auf den 30.–31. März[1] und der 1. Tašritu auf den 11.–12. September[1].